# 저항운동
저항운동(抵抗運動, resistance movement)이란 어떤 국가의 시민 인구 일부가 그 국가의 정권 또는 현재 권력을 잡은 세력에게 저항하고 사회질서와 안정성을 무너뜨리기 위해 행하는 조직적 행위이다. 비폭력 저항을 할 수도 있고, 무력이 사용될 수도 있으며, 무력이 사용될 때 무기도 사용될 수도 있고 아닐 수도 있다. 많은 경우 저항운동은 한 국가 안의 서로 다른 층위 서로 다른 지역에서 서로 다른 조직들에 의해 폭력적인 방법과 비폭력적인 방법을 모두 사용한다. 제2차 세계대전 당시 노르웨이가 그 대표적인 사례이다. "저항"이라는 말은 대개 그 행위가 (말하는 사람 입장에서) 정통성을 가지고 있다는 뜻을 내포한다. 그리고 그 저항운동에 폭력이 사용된다면 "자유투사(freedom fighter)"라고도 자칭한다.
무장저항운동의 국제법상 합법성 여부는 오랫동안 논쟁의 주제가 되어 왔으며, 그 역사는 최소 1899년까지 거슬러 올라간다. 1899년 마르텐즈 클라우스는 〈육전에 관한 제2차 헤이그 협약〉 전문(前文)에서 프랑티뢰르는 불법 교전단체이며 포로로 잡힐 시 사형시켜야 한다는 강대국들의 입장과 그들은 합법적 교전단체라는 약소국들의 입장을 절충시켰다. 보다 최근에는 1977년 〈제네바 협약 제1추가의정서〉의 1조 4항에서 “식민지배 및 외세의 점령 및 인종차별적 정권에 대항하여 투쟁하는 사람들”이 참여하는 것을 무장분쟁으로 일컬어 주고 있다. 그러나 이 구절은 누가 또는 무엇이 합법적 교전단체가 맞고 아닌지 가리는 기준에 대해서는 얼버무리고 있다. 하여, 저항운동의 가담자들이 합법적이라고 평가받든 불법적이라고 평가받든, 그들에게 지배에 저항할 권리가 있다고 인정되든 그런 것과는 무관하게 순전히 국가 정부의 의지에 따라 저항운동 및 저항운동가는 테러리즘 및 테러리스트로 규정될 수 있는 것이다. 말인즉슨 저항운동과 테러리즘을 구분하는 것은 결국 정치적 판단에 지나지 않는 것이다.

## 저항운동의 예

### 20세기 이전
- 카르보나리 당
- 오세올라
- 황건적
- 맘루크
- 자코바이트
- 카티푸난

### 제2차 세계 대전 이전
- 카리알라 삼림유격대 (1921–1922)
- 아우구스토 세사르 산디노
- 아일랜드 공화국군 (1918–1922)

### 제2차 세계 대전
- 자유 인도 임시 정부
- 체코 저항 운동
- 동북항일연군
- 홍콩 저항 운동
- 레지스탕스
- 나치즘에 대한 저항
- 레시스텐자
- 한국의 독립운동
- 폴란드 지하국가와 폴란드 저항 조직
  - 폴란드 국내군
- 유고슬라비아 저항 운동:
  - 체트니크
  - 유고슬라비아 파르티잔
- 비엣민
- 베어볼프

계획된 저항 운동
- 국민의용대 (일본)

### 제2차 세계 대전 이후
- 반파시즘 운동 (진행 중)

#### 아프리카
- 나이저강 삼각주 분쟁 (진행 중)
- 알샤바브 (소말리아) (진행 중)
- 신의 저항군 (진행 중)
- 앙골라 해방인민운동
- Umkhonto we Sizwe/아프리카 국민회의
- 짐바브웨 아프리카 민족 연맹 - 애국 전선

#### 동아시아, 동남아시아, 오세아니아
- 튀르키스탄 이슬람당 (진행 중)
- 자유 파푸아 운동 (진행 중)
- 신인민군 (진행 중)
- 파테트라오
- 중국 인민해방군/중국 공산당
- 남베트남 민족해방전선
- 비엣민

#### 유럽
- 이마라트 캅카스 (진행 중)
- 아일랜드 공화국군 연속파
- 헝가리 혁명
- 아일랜드 국민해방군
- 아일랜드 인민해방기구
- 아일랜드 공화국군
- 북캅카스 반란 (진행 중)
- 프라하의 봄
- 아일랜드 공화국군 임시파 (1969–1997)
- 아일랜드 공화국군 진정파 (진행 중)

#### 중동
- 자유애국운동 (1988-2005)
- 자유 시리아군 (진행 중)
- 마그레브 반란 (2002년~현재) (진행 중)
- 이슬람 혁명 수비대:
  - 하마스 (진행 중)
  - 헤즈볼라
  - 후티 (진행 중)
  - 인민동원군
- 쿠르디스탄 노동자당 (진행 중)
- 터키와 이란의 쿠르디스탄 충돌
- 국민해방전선 (알제리)
  - 팔레스타인 해방기구 (진행 중)
- 폴리사리오 전선 (진행 중)
- 이란 인민무자헤딘기구
- 로자바
- 남예멘 운동 (진행 중)
- 탈레반 (진행 중)

#### 인도아대륙
- 방글라데시 독립 전쟁 (1971)
- 인도 독립운동과 파키스탄 운동
- 잠무 카슈미르 분란  (진행 중)
- 타밀호랑이

#### 서반구
- 흑표당
- 니카라과의 콘트라 반군
- 파라분도 마르티 민족해방전선
- 콜롬비아 무장혁명군 (진행 중)
- 산디니스타
- 투파마로스
- 웨더 지하기구
- 사파티스타 (진행 중)

## 저항 운동의 저명한 인물

### 제2차 세계 대전 (반나치, 반파시스트 등)
- 요시프 브로즈 티토
- 샤를 드 골
- 마오쩌둥
- 장제스
- 산드로 페르티니
- 페루초 파리
- 비톨트 필레츠키
- 조피 숄
- 하일레 셀라시에

### 그 밖의 저항 운동 및 관련 인물
- 미셸 아운
- 하산 나스랄라
- 부에나벤투라 두루티
- 주세페 가리발디
- 제로니모
- 호찌민
- 루이조제프 파피노
- 네스토르 마흐노
- 오세올라
- 마흐피야 루타
- 무스타파 케말 아타튀르크
- 판초 비야
- 에밀리아노 사파타
- 체 게바라
- 러셀 민스
- 존 브라운
- 오사마 빈라덴
- 타슈카 위트코
- 테쿰세
- 피델 카스트로
- 블라디미르 레닌
- 레프 트로츠키
- 타탕카 이오타케
- 앨프레드 대왕
- 로드리고 디아스 데 비바르
- 토머스 에드워드 로런스
- 부디카
- 아서왕
- 스파르타쿠스
- 카롤루스 마르텔루스
- 투생 루베르튀르
- 장자크 데살린
- 넬슨 만델라
- 윌리엄 월리스
- 로버트 1세 (스코틀랜드)
- 미시키나카
- 마하트마 간디

## 같이 보기
- 반전 운동
- 반공주의
- 반파시즘
- 미국의 흑인 민권 운동
- 이적행위
- 제5열
- 유격전
- 분란전
- 비폭력 저항
- 파르티잔
- 폴란드 지하국가
- 항의
- 선전 (사회학)
- 레이건 독트린
- 반란
- 폭동
- 사회 변천
- 저격수
- 특수활동부
- 비정규전